# ダビド・ヒル
ダビド・ヒル・モエダノ（David Gil Mohedano、1994年1月11日 - ）は、スペイン・マドリード出身のサッカー選手。カディスCF所属。ポジションはゴールキーパー。